# Rein da Tuma
Der Rein da Tuma ist der Oberlauf des Vorderrheins im Schweizer Kanton Graubünden. Er entspringt unterhalb der Martschallücke, durchquert die Alp Tuma und mündet in den Tomasee, auf Rätoromanisch Lai da Tuma. Bevor er den See erreicht, durchfliessen er und seine Quellbäche eine Ebene und bilden kleine Mäander. Der Rein da Tuma  verlässt den Tomasee in nordöstlicher Richtung. Nach knapp zwei Kilometern wird in einer Wasserfassung meist das gesamte Wasser entnommen und dem Curnera-Stausee zugeleitet. Nach der Einmündung eines namenlosen Baches oberhalb von Tschamut erfolgt der Namenswechsel zu Vorderrhein.